# Avatha includens
Avatha includens är en fjärilsart som beskrevs av Walker 1857. Avatha includens ingår i släktet Avatha och familjen nattflyn. Inga underarter finns listade i Catalogue of Life.